# Palić

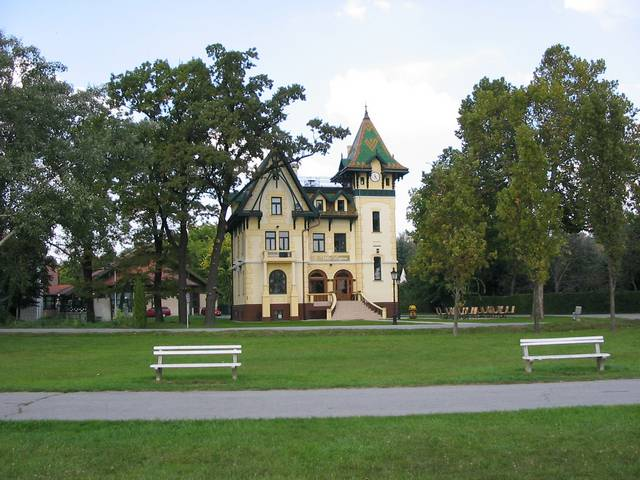
Palić

Palić (serbisch-kyrillisch Палић, ungarisch Palics oder Palicsfürdő ‚Bad Palitsch‘, deutsch Palitsch) ist eine städtische Siedlung im äußersten Norden Serbiens, in der Provinz Vojvodina. Sie hat etwa 12.000 mehrheitlich ungarischstämmige Einwohner. Palić liegt etwa acht Kilometer von Subotica und knapp zehn Kilometer von der ungarischen Grenze entfernt. Der ehemalige Kurort liegt am Palić-See, einem Heilwassersee, und ist ein beliebtes Naherholungsgebiet für die Bewohner Suboticas.

## Söhne und Töchter
- Slavko Večerin (1957–2022), römisch-katholischer Bischof von Subotica

## Kultur
Seit 1992 wird in Palić jährlich das Međunarodni filmski festival Palić (internationale Bezeichnung: European Film Festival Palić) veranstaltet.